# Stanisław Waszak
Stanisław Waszak (ur. 2 sierpnia 1906 w Sławsku Górnym koło Kruszwicy, zm. 16 października 1974 w Poznaniu) – polski statystyk i demograf, profesor Uniwersytetu Poznańskiego i Wyższej Szkoły Ekonomicznej w Poznaniu.

## Życiorys

### Życie prywatne
Urodził się w rodzinie robotniczo-chłopskiej Kazimierza i Marianny z domu Jaszczak. Jego pierwszą żoną była Halina Milachowska z którą miał dzieci: Andrzeja (1939-2016), Bognę, Wiesławę i Przemysława, a po raz drugi ożenił się z Urszulą Szulc. Zmarł 16 października 1974 roku w Poznaniu. Pochowany na cmentarzu parafialnym Górczyn.

### Edukacja i praca naukowa
W 1927 roku ukończył gimnazjum w Inowrocławiu, do którego uczęszczał od 1919. W latach 1927–1934 studiował na Wydziale Prawno-ekonomicznym Uniwersytetu Poznańskiego, a w 1932 roku uzyskał magisterium ze statystyki. W 1931 roku przy Katedrze Statystyki UP rozpoczął specjalizację i równocześnie (od 1932) pracował w Urzędzie Statystycznym miasta Poznania, zostając w 1936 roku zastępcą dyrektora. Działał również jako sekretarz poznańskiego oddziału Polskiego Towarzystwa Statystycznego. Wysiedlony jesienią 1939 przebywał w czasie okupacji niemieckiej w Ostrowcu Świętokrzyskim i Kielcach, z których w 1945 roku powrócił na Uniwersytet Poznański. W tym samym roku na UP na podstawie pracy Technika opracowań statystycznych a wiarogodność wyników uzyskał doktorat. Będąc adiunktem Katedry Statystyki wspólnie z jej ówczesnym kierownikiem, profesorem Marcinem Nadobnikiem, zorganizował zakład na nowo. W 1951 roku na podstawie opublikowanych prac z zakresu zagadnień metodologicznych w statystyce i zagadnień demograficznych oraz nie publikowanej pracy Problemy ludnościowe Niemiec w I i II wojnie światowej habilitował się na docenta statystyki. Profesorem nadzwyczajnym został w 1955 roku, a zwyczajnym w 1969 roku. W latach 1950–1965 równolegle z pracą na UP kierował Katedrą Statystyki w poznańskiej WSE, gdzie był również w roku akademickim 1951/52 dziekanem i w latach 1956–1959 prorektorem do spraw nauki. W latach 1946–1950 był kierownikiem Miejskiego Biura Statystycznego i redaktorem „Wiadomości Statystycznych miasta Poznania”, a w latach 1946–1949 rzeczoznawcą Ministerstwa Spraw Zagranicznych dla zagadnień ludnościowych oraz w 1945 i 1950 roku delegatem Głównego Urzędu Statystycznego na województwo poznańskie w zakresie spisów ludności. Stanisław Waszak był również członkiem Instytutu Zachodniego, Poznańskiego Towarzystwa Przyjaciół Nauk, Polskiego Towarzystwa Ekonomicznego, rad naukowych dla województwa poznańskiego i bydgoskiego, rady redakcyjnej „Przeglądu Statystycznego”.

### Dorobek i zainteresowania naukowe
Na jego dorobek naukowy składa się kilkadziesiąt prac statystycznych i demograficznych ogłoszonych drukiem i kilka nie publikowanych. Wyodrębnić można wśród nich 2 kierunki badawcze: zagadnienia metodologiczne badań statystycznych oraz problemy demograficzne, zarówno historyczne, jak i bieżące, przede wszystkim w ujęciu prognostycznym.

## Publikacje
- Dzietność rodziny mieszczańskiej i ruch naturalny ludności miasta Poznania w końcu XVI i w XVII wieku, "Roczniki Dziejów Społecznych i Gospodarczych", 16, 1954, s. 316-384.
- Ludność i zabudowa mieszkaniowa Poznania w XVI i XVII w., "Przegląd Zachodni", 9, 1953, 9-10, s. 64-136.